# 焦山碑林
焦山碑林是镇江焦山公园内的一处景点。自宋朝起便有文人在焦山题字刻石，但是自晚清开始，屡遭兵燹，文革时又经历更大破坏，所藏碑刻或毁或失。1960年，经镇江政府抢救，外加从民间收集，陆续重建。1988年列为全国重点文物保护单位。关键藏品包括《瘗鹤铭》、唐刻《金刚经偈句》、宋刻《米芾题名、题刻》、《陆游踏雪观瘗鹤铭》、清刻全套《澄鉴堂石刻》等。